# Al-Karaŷí

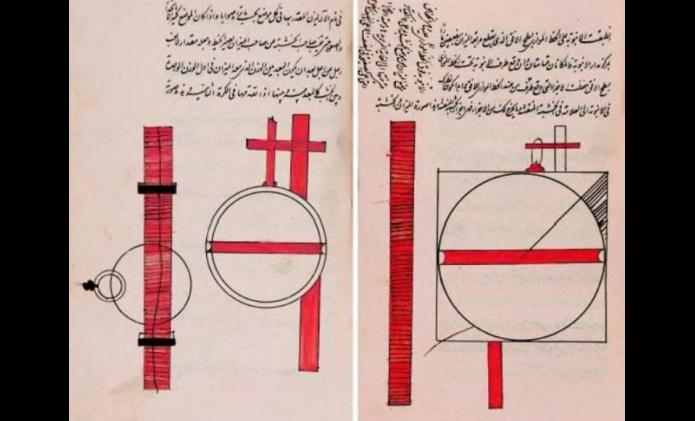
Diagrama realizado por al-Karjí

Abū Bakr Muḥammad ibn al-Ḥasan al-Karaŷí (en grafía árabe: ابو بکر محمد بن الحسن الکرجی o الحسین الکرخی) (c. 953 -c. 1029), también conocido como al-Karjí, fue un matemático e ingeniero persa. Vivió y trabajó la mayor parte de su vida en Bagdad, por entonces capital científica y comercial del mundo islámico. Sus tres trabajos importantes son conocidos como Al-Badī‘ fi'l-ḥisāb (‘maravilla en el cálculo’), Al-Fajrí fi'l-ŷabr wa'l-muqābala (‘glorioso en álgebra’) y Al-Kāfí fi'l-ḥisāb (‘suficiente en el cálculo’).
Existe cierta incertidumbre sobre el nombre de al-Karaŷí debido a la falta de manuscritos tempranos. Una vieja teoría, ahora desechada en gran parte, lo identificaba como al-Ḥusain al-Karjí (en grafía árabe: الحسین الکرخی), indicando que había nacido en Karj, cerca de Bagdad.

## Contribuciones en matemáticas
Al-Karaŷí era ingeniero y matemático del más alto nivel. Aunque escribió apoyándose en el trabajo de matemáticos anteriores, es el primero que libera el álgebra de las operaciones geométricas, fruto de la aritmética griega, para sustituirlas por el tipo de operaciones que constituyen la base del álgebra moderna.
En sus trabajos sobre álgebra, dio las reglas de las operaciones aritméticas con polinomios. Se cree que fue el primero en introducir la teoría del cálculo algebraico. Al-Karaji investigó sobre los llamados coeficientes binomiales y el triángulo de Pascal. También hizo uso el método de inducción para probar sus resultados.
Sus contribuciones a los campos de la matemática y la ingeniería se reconocen todavía hoy por sus trabajos sobre la tabla de coeficientes binomiales, su ley de la formación:
{\displaystyle {n \choose m}={n-1 \choose m-1}+{n-1 \choose m}}
y la expansión:
{\displaystyle (a+b)^{n}=\sum _{k=0}^{n}{n \choose k}a^{n-k}b^{k}}
para el número entero n.
Esta hipótesis históricamente se le atribuye a Isaac Newton, que en realidad lo que hizo fue extenderlo para números no enteros.

### Regla para calcular raíz cuadrada
Si a ² es el mayor cuadrado contenido en un número dado N y r es el resto, entonces 
{\displaystyle {\sqrt {N}}={\sqrt {a^{2}+r}}\approx a+{\frac {r}{2a+1}}} 